# Oficial de protección de datos
Un Delegado de protección de datos (DPO en inglés) asegura, de manera independiente, que una organización aplica las leyes que protegen los datos personales de las personas. La designación, el cargo y las tareas de un DPO dentro de una organización se describen en los artículos 37, 38 y 39 del Reglamento General de Protección de Datos (RGPD) de la Unión Europea (UE). Muchos otros países requieren la designación de un DPO, y se está volviendo más prevalente en la legislación de privacidad.
Según el RGPD , el oficial informará directamente al nivel de administración más alto. Esto no significa que el DPO tiene que ser directamente dirigido por este nivel, pero el DPO tiene que tener acceso directo para dar consejo a altos cargos de la organización que toman decisiones sobre el procesamiento de datos personales.
Las responsabilidades principales del DPO incluyen garantizar que su organización conozca y esté capacitada en todas las obligaciones relevantes del RGPD. Además, deben realizar auditorías para garantizar el cumplimiento del RGPD, abordar posibles problemas de manera proactiva y actuar como enlace entre su organización y el público con respecto a todos los asuntos de privacidad de datos .
En Alemania, una ley de 2001 estableció un requisito para un DPO en algunas organizaciones e incluyó varias protecciones alrededor del alcance y tenencia del rol, incluyendo protecciones en contra de despido por traer problemas a la atención de administración. Muchos de estos conceptos fueron incorporados al redactando deñ Artículo 38 del RGPD y ha continuado ser incorporado en otros estándares de privacidad.